# Ramal de Portalegre
O Ramal de Portalegre, originalmente conhecido como Linha de Portalegre, é um troço ferroviário, que fazia a ligação da Linha de Évora, em Estremoz, à Linha do Leste, na Estação de Portalegre, em Portugal. Foi originalmente projectado de forma a ligar Estremoz a Castelo de Vide, no Ramal de Cáceres, unindo desta forma a rede ferroviária no Sul de Portugal ao Ramal de Cáceres e à Linha do Leste, e fornecendo uma ligação directa à cidade de Portalegre, junto da qual devia transitar. No entanto, nunca chegou a passar da Estação de Portalegre-Gare, onde chegou a 21 de Janeiro de 1949, tendo sido encerrada em 1990.

## História

### Antecedentes
Quando se estava a fazer o planeamento da Linha do Leste, um dos traçados apresentados pelo engenheiro Wattier, e desenvolvido pelo engenheiro Rumball, estipulava a travessia do Rio Tejo no Carregado, e a passagem por Mora, Sousel e Elvas; em Sousel, nasceria uma linha até Castelo de Vide por Fronteira, e um ramal por Estremoz até Évora, estabelecendo, assim, uma rede que serviria eficazmente a região do Alto Alentejo.
Em 24 de Julho de 1854, foi assinado um contrato entre o governo e a Companhia Nacional dos Caminhos de Ferro ao Sul do Tejo para construir e gerir um caminho de ferro, com uma bitola de 1,44 metros, entre as localidades de Aldeia Galega e Vendas Novas, com continuação até Beja e ramais para Évora e Setúbal; desta forma, a Companhia abriu a linha até Vendas Novas. No entanto, em Junho de 1859, foi apresentada uma nova proposta de lei, para a continuação da linha até Beja e Évora, mas utilizando bitola ibérica; estes projectos foram consignados à Companhia dos Caminhos de Ferro do Sueste, que fez chegar o caminho de ferro a Évora em 14 de Setembro de 1863. Devido ao facto das bitolas usadas pelas companhias serem diferentes, o que forçava à realização de transbordos em Vendas Novas, o governo nacionalizou a Companhia ao Sul do Tejo, e concessionou, em 11 de Junho de 1864, as antigas linhas desta empresa à Companhia do Sueste, para que esta as alterasse; este contrato também previa, entre outros empreendimentos, a continuação da Linha de Évora até ao Crato, na Linha do Leste, passando por Estremoz. No entanto, os problemas financeiros da Companhia impediram que esta realizasse os pagamentos devidos ao Estado, pelo que, em 1869, este tomou conta das linhas, e abriu vários concursos para a sua execução; não houve, porém concorrentes, pelo que teve de ser o próprio governo a tomar conta das obras, tendo aberto o troço até Estremoz em 22 de Dezembro de 1873. Devido a uma lei de 1864 que estabelecia uma zona de protecção de 40 quilómetros em redor da Linha do Leste, o estado parou as obras após a chegada a esta localidade.
Entretanto, continuou a questão de ligar a rede ao Sul do Rio Tejo com as Linhas do Leste e do Norte; quando uma comissão da Associação dos Engenheiros Civis Portugueses apresentou, em 4 de Agosto de 1877, um relatório dos estudos que tinha feito sobre a rede de caminhos de ferro nacional, foi sugerida a construção uma linha de segunda classe, unindo Estremoz a Chança, na Linha do Leste, passando por Sousel e Fronteira. Esta directriz seria, posteriormente, muito discutida pela própria associação e pela imprensa, tendo ficado estabelecido que seria essencial a ligação entre Estremoz e a Linha do Leste, não se tendo, no entanto, chegado a um acordo definitivo sobre o traçado a adoptar. Em Setembro de 1878, o inspector de obras públicas e estadista João Crisóstomo de Abreu e Sousa publicou um relatório no Diário do Governo, apresentando, entre outros projectos, uma linha entre Bragança e Beja, passando pela foz do Rio Sabor, Guarda, Castelo Branco, Vila Velha de Ródão, Ponte de Sor ou Crato, Estremoz e Évora.

### Planeamento e abertura do concurso

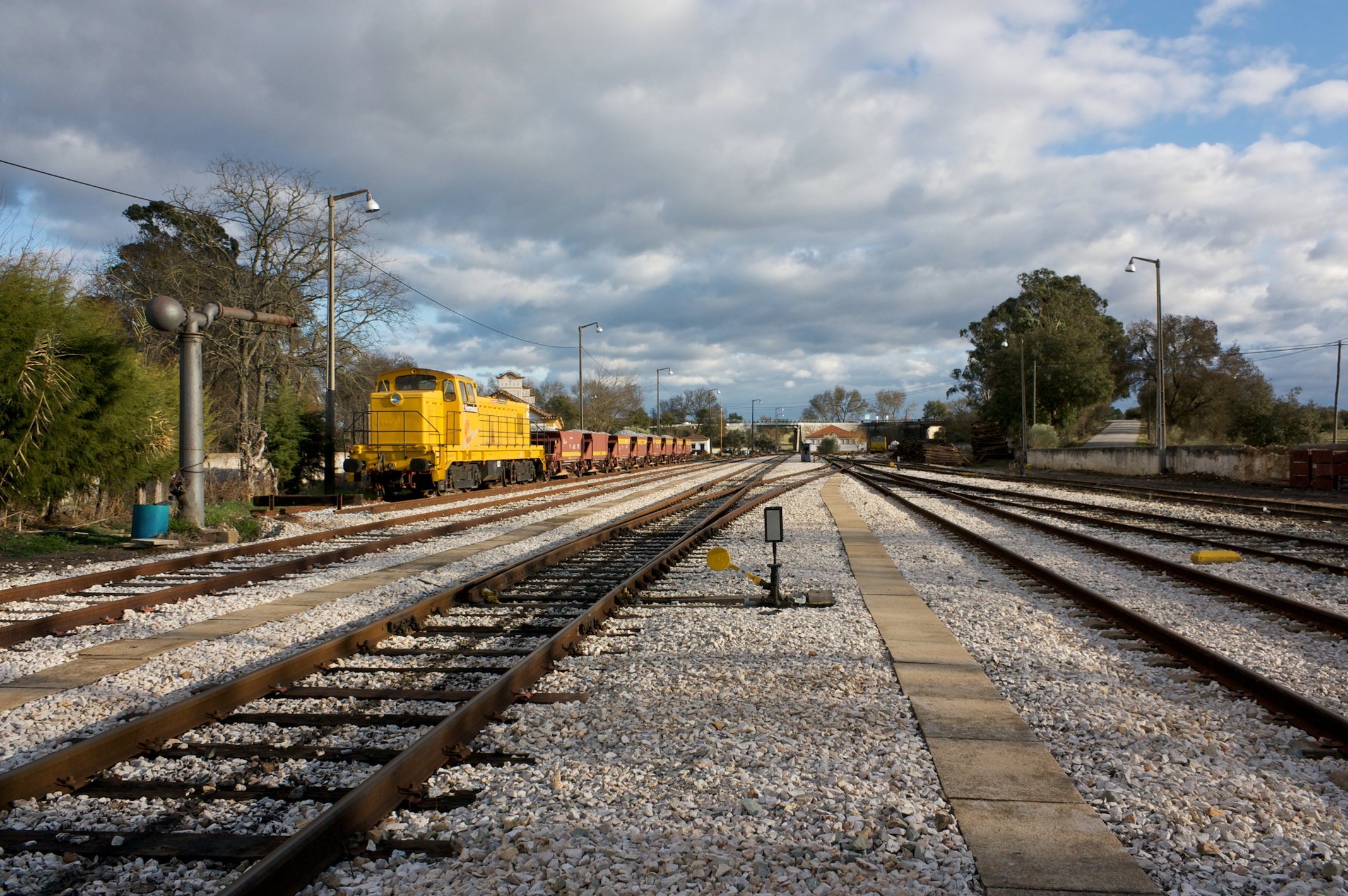
Estação de Portalegre, em 2008. Ao fundo à direita, vêem-se as antigas vias de ligação ao Ramal de Portalegre.

Quando se fizeram os estudos para a elaboração do Plano da Rede ao Sul do Tejo, em 1898, foram propostas duas linhas a partir de Évora, uma até Ponte de Sor por Arraiolos, e a outra até Elvas por Estremoz e Vila Viçosa; em Estremoz, sairia uma terceira linha, que terminaria em Portalegre, passando por Sousel, Cano, Fronteira e Cabeço de Vide. No entanto, este projecto enfrentou a oposição dos militares, que tinham receios quanto à existência de uma ligação entre as Linhas da Beira Baixa, do Leste e do Sul e o Ramal de Cáceres; desta forma, devido à influência da Comissão Superior de Guerra, esta linha foi delineada em via de bitola reduzida, o que provocou alguma contestação, porque forçaria ao transbordo dos passageiros e mercadorias das Linhas do Leste e de Évora, que utilizavam a bitola ibérica.
O Plano da Rede, que regulou os projectos ferroviários no Sul de Portugal, foi concluído em 1899, e publicado por um decreto de 27 de Novembro de 1902. Entre as linhas constantes do Plano estava a continuação da Linha de Évora por Estremoz e Vila Viçosa até à Linha do Leste, mas não foi incluída a construção da ligação ferroviária entre Estremoz e Portalegre, porque, naquela zona, já existia uma boa rede rodoviária, e devido ao facto de ser em via estreita; por outro lado, poder-se-ia dispensar desta linha, se fosse construída a ligação entre Évora e Ponte de Sor, na Linha do Leste.
Em 1903, já se verificou uma situação mais conveniente para a classificação desta linha, pelo que o Ministro das Obras Públicas, Conde de Paçô Vieira, lançou um decreto em 7 de Maio de 1903, adicionando esta linha, com o nome de Linha de Portalegre, em bitola estreita, ao Plano da Rede; o traçado foi modificado, passando a transitar por Sousel, Fronteira, Cabeço de Vide, e pela Estação de Portalegre, na Linha do Leste. Acreditava-se que esta ligação seria bastante útil, pois permitiria construir uma estação mais próxima da cidade de Portalegre, e, ao ligar a Linha do Leste à de Évora, facilitaria as comunicações entre a região de Portalegre e o Alto e Baixo Alentejo; futuramente, poderia ser prolongada até Castelo de Vide, no Ramal de Cáceres. Constituiria, igualmente, uma alternativa ao Ramal de Vendas Novas, então a única ligação ferroviárias entre as redes ferroviárias do centro e Sul. Por outro lado, a cidade de Portalegre assumia-se como um pólo industrial de certa importância, e a região do Alto Alentejo apresentava elevadas potencialidades de tráfego, com localidades populosas, e uma forte produção agrícola, com gado, cereais, lãs e cortiça, entre outros produtos.
O mesmo decreto também classificou a Linha do Sorraia, cujo trajecto devia ligar Fronteira, na futura Linha de Portalegre, à Quinta Grande, na Linha de Vendas Novas. Surgiram várias propostas para a construção destas linhas, pelo que um decreto de 15 de Julho do mesmo ano ordenou a abertura de um concurso público pelo conselho de administração dos Caminhos de Ferro do Estado, para a construção das Linhas de Portalegre e do Sorraia, ambas em bitola métrica; este diploma também publicou as bases para a elaboração do programa e do caderno de encargos para a construção e exploração destas vias férreas, tendo ficado estabelecido que a Linha de Portalegre devia prolongar-se entre Estremoz e Castelo de Vide, no Ramal de Cáceres, passando por Sousel, Fronteira, Cabeço de Vide, Alter do Chão e pela cidade de Portalegre, e cruzando a Linha do Leste num local a ser indicado por futuros estudos. Junto a Fronteira, seria feito um ramal até Avis, constituindo o primeiro troço da Linha do Sorraia. Para auxiliar a construção, foram previstas várias vantagens, como o transporte gratuito dos materiais nas linhas do estado, vários subsídios estatais e apoios municipais nas expropriações, e isenção de impostos e de direitos de importação. O programa do concurso e as correspondentes condições e caderno de encargos foram aprovados em 18 de Julho, tendo o concurso decorrido no dia 23 de Setembro. Foram apresentadas duas propostas, uma do industrial José Pedro de Mattos, e outra do engenheiro Henrique Moreira, em representação de um grupo, tendo sido dada preferência à primeira. A notícia que uma das propostas tinha sido aceite foi recebida de forma festiva pelas populações das localidades onde ambas as linhas iriam ser construídas.
Em Setembro, as autarquias ao longo do traçado de ambas as linhas já se tinham decidido sobre os apoios financeiros que iriam fornecer, tendo sido oferecidos vários subsídios e expropriações gratuitas ou a preços reduzidos. Em 9 de Dezembro, foi assinado o contrato com o concessionário, que não previa quaisquer garantias de juro nem subvenções quilométricas; José Pedro de Mattos ordenou desde logo o início dos estudos, tendo ficado estabelecido que a Linha de Portalegre iria sair da nova Estação de Estremoz, passar por Sousel, Fronteira, pelas proximidades de Cabeço de Vide, Alter do Chão e Portalegre, e terminar em Castelo de Vide. Menos de um ano depois, apresentou um projecto para a totalidade da linha, com cerca de 101,7 quilómetros de extensão.
Após uma tentativa gorada de passar a concessão para uma companhia francesa, José Pedro de Mattos pediu para alterar o tipo de via para bitola larga, o que lhe foi concedido por um decreto de 27 de Junho de 1907, após autorização do conselheiro Marreiros, da Comissão Superior de Guerra e do Conselho Superior de Obras Públicas. Este diploma também eliminou o Ramal de Avis, devido a vários problemas que tinham surgido, autorizou a continuação da linha a partir de Castelo de Vide até à Linha da Beira Baixa, e estabeleceu um prazo de 3 anos para a construção entre Estremoz e Castelo de Vide.
Apesar de outros apoios estatais e municipais, sem a garantia de juro José Pedro de Mattos foi incapaz de reunir os recursos financeiros necessários para este projecto, tendo ainda iniciado as obras a custo próprio, chegando a construir alguns quilómetros de infra-estruturas entre Estremoz e Sousel. Entrou, assim, em negociações com o governo, tendo-se chegado a um acordo no qual a exploração da linha seria feita pelo estado, sendo a construção financiada pelo produto líquido resultante, com um valor actual mínimo; desta forma, garantia-se uma receita de 900.00 por quilómetro, com um limite máximo de 1.300.00. Um projecto de lei de 1908 foi modificado, resultando numa lei de 27 de Outubro de 1909, que autorizou a construção da linha e estabeleceu a realização de um novo concurso; um decreto de 6 de Novembro do mesmo ano organizou o concurso, que foi aberto em 1910. No entanto, devido ao processo da Implantação da República Portuguesa, não foi feito um novo contrato, tendo José Pedro de Mattos falecido em Dezembro de 1911.
A Lei n.º 37, de 11 de Julho de 1913, autorizou que fosse aberto um concurso público para a construção, de acordo com os contratos de 9 de Dezembro de 1903 e 9 de Agosto de 1907; estes diplomas estabeleceram que a exploração da linha seria realizada pela administração dos Caminhos de Ferro do Estado, e que a companhia que construísse este caminho de ferro teria de realizar os estudos para a sua continuação até à Linha da Beira Baixa, tendo o traçado até Castelo de Vide, no Ramal de Cáceres, já sido planeado. O concurso fez-se em 15 de Janeiro de 1914, tendo, no entanto, ficado deserto, devido principalmente à ameaça da Primeira Guerra Mundial, que fazia retrair os recursos financeiros.
Posteriormente, António Maria da Silva apresentou um projecto de lei, elaborado pelo conselheiro José Fernando de Sousa, tendo dado origem à Lei n.º 182, de 2 de Junho de 1914; este diploma autorizou o governo a emitir títulos de dívida até atingir o montante de 2:244.710$00, para financiar a construção entre Estremoz e Castelo de Vide, sendo os encargos deste empréstimo cobertos pelo Fundo Especial de Caminhos de Ferro.

### Construção e inauguração

#### Troço entre Estremoz e Sousel

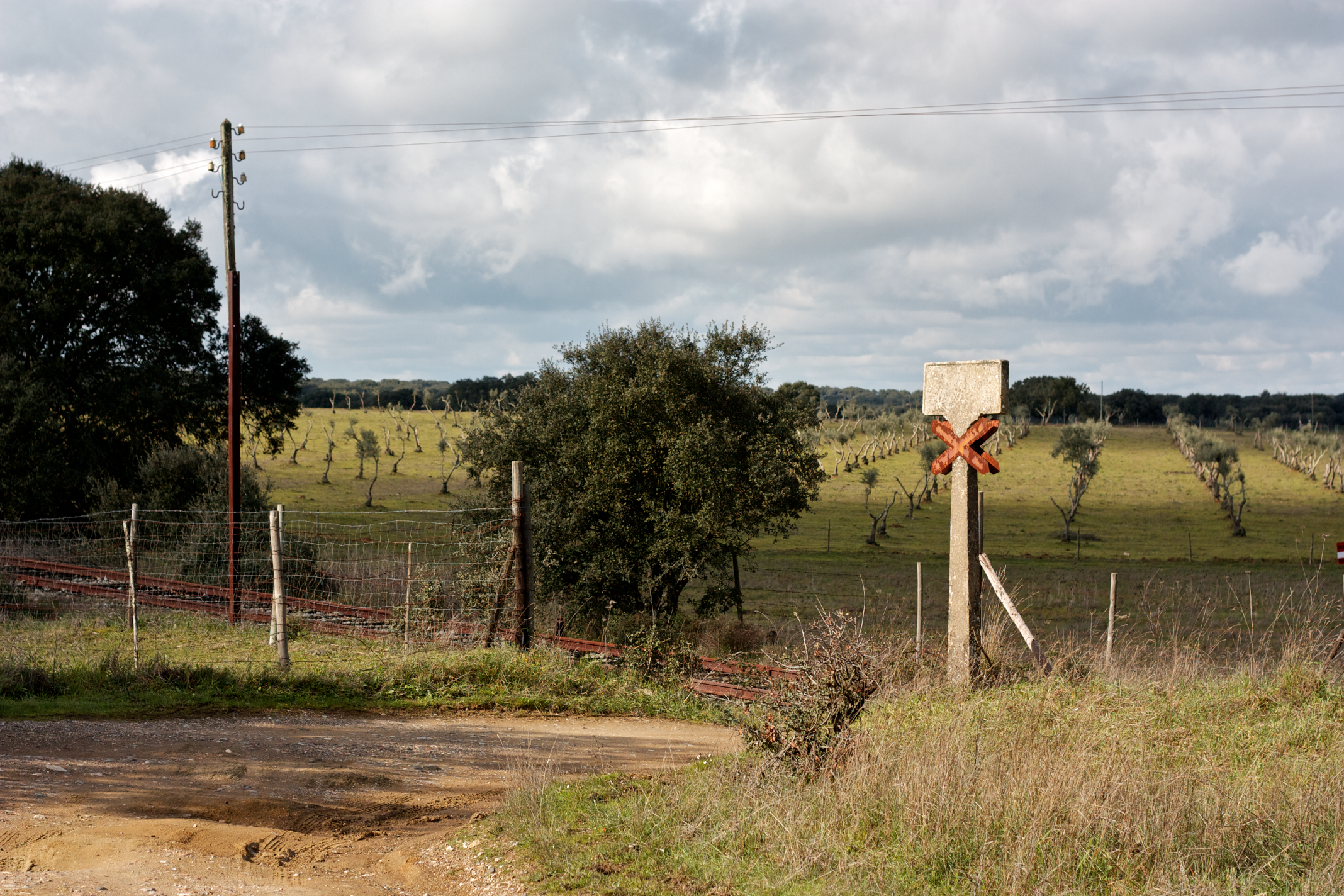
Passagem de nível junto ao antigo Apeadeiro de Ribeiro do Freixo, em 2011.

Assim, reiniciaram-se as obras, aproveitando os trabalhos iniciados por José Pedro de Mattos. Em 10 de Outubro de 1916, a Direcção dos Caminhos de Ferro do Sul e Sueste da operadora Caminhos de Ferro do Estado realizou o concurso de construção da Estação de Sousel.
O primeiro troço, entre Estremoz e Sousel, com cerca de 20 quilómetros, entrou ao serviço em 23 de Agosto de 1925. Entretanto, o projecto estava a ser refeito, com um traçado novo além de Fronteira, de forma a que este caminho de ferro passasse mais perto da Estação de Portalegre, na Linha do Leste; para acomodar o cruzamento, esta estação foi deslocada de sítio, da curva onde se situava para uma recta próxima.

#### Troço entre Sousel e Cabeço de Vide
Em 1927, foi ordenada uma revisão dos planos para a rede ferroviária portuguesa, tendo a comissão responsável inserido no plano a continuação da Linha até Fratel, na Linha da Beira Baixa, passando pela cidade de Portalegre e por Castelo de Vide; desta forma, assumir-se-ia como uma ligação transversal ferroviária, que ligaria a Linha da Beira Baixa, o Ramal de Cáceres, a Linha do Leste e a rede do Sul e Sueste, através da Linha de Évora. Por outro lado, esta linha, junto com outras já concluídas ou por construir, iria formar uma rede de via larga junto à fronteira desde a Linha do Douro, possibilitando, assim, a ligação entre a cidade do Porto e o Algarve pelo interior do país, melhorando consideravelmente as comunicações e as condições económicas nas regiões mais afastadas.
No entanto, este projecto foi de novo vetado pelos militares, tendo a linha sido classificada pelo Decreto-Lei n.º 19.190, de 28 de Março de 1930, apenas até à cidade de Portalegre. Já se previa que a linha iria ser deficitária, uma vez que serviria principalmente os interesses regionais, como a ligação à cidade de Portalegre, que nessa altura era a única capital de distrito sem uma união directa ao caminho de ferro.
Em Janeiro de 1932, a linha já estava quase concluída até Fronteira; calculava-se que o troço restante, até à cidade de Portalegre, teria cerca de 40 km de extensão e seria de construção fácil, excepto nas proximidades de Portalegre.
Em 1932, já tinha sido esboçado o projecto para o 4.º lanço desta linha, entre Cabeço de Vide e o entroncamento com a Linha do Leste. Nesse ano, a Direcção-Geral de Caminhos de Ferro acelerou os trabalhos de construção das linhas da rede complementar do estado, incluindo a de Portalegre; assim, concluiu-se o assentamento da via e outros trabalhos no troço entre Sousel e Santo Amaro, e o assentamento e a maior parte da balastragem desde aquele ponto até à estação de Fronteira, prevendo-se, em Janeiro de 1933, que a abertura até Fronteira estaria para breve. Nesse mês, também já estava em construção o troço até Cabeço de Vide, e em Fevereiro, já estava concluída a estação de Fronteira. Nesse ano, a Comissão Administrativa do Fundo Especial de Caminhos de Ferro aprovou o financiamento para a instalação de linha telefónica entre Sousel e Cabeço de Vide, e vários trabalhos nas empreitadas em curso naquela altura, nomeadamente entre Fronteira e Cabeço de Vide. Os trabalhos neste troço foram atrasados consideravelmente devido à necessidade de estudar uma nova variante na travessia da Ribeira de Fronteira, uma vez que a ponte original apresentava problemas nas fundações. Nos princípios desse ano, os concelhos de Fronteira e Portalegre enviaram uma representação ao Ministro das Obras Públicas, pedindo que fossem continuadas as obras da linha, de forma a reduzir a crise de desemprego que então assolava aquela região.
Em 1934, as obras ainda estavam a prosseguir, num ritmo lento. Em 6 de Janeiro de 1937, o Ministro das Obras Públicas ordenou que fosse formada uma comissão, de forma a averiguar se o troço entre Sousel e Cabeço de Vide podia ser aberto à exploração, e, no dia 16 de Janeiro, já se previa que a abertura ao serviço e a correspondente cerimónia de inauguração iriam ter lugar no dia 20, com a realização de um comboio especial do Barreiro até Fronteira e Cabeço de Vide; com este troço, com cerca de 30 quilómetros de extensão, entrou ao serviço em 20 de Janeiro, contando, originalmente, apenas com a estação de Fronteira e o apeadeiro de Santo Amaro como pontos intermédios.

#### Troço entre Cabeço de Vide e Portalegre
Em Fevereiro, o troço restante, até Portalegre, encontrava-se em obras, com cerca de 9 km em construção adiantada e 4 km em estudo, incluindo a nova estação de Portalegre. Este troço abriu à exploração em 21 de Janeiro de 1949.

### Encerramento
Esta ligação foi encerrada a 1 de Janeiro de 1990; nesta altura, os serviços de passageiros já tinham sido suspensos.